# 1872 na arte

## Nascimentos
| Data           | Nome             | Profissão                             | Nacionalidade                              | Observações | Ref |
| -------------- | ---------------- | ------------------------------------- | ------------------------------------------ | ----------- | --- |
| 16 de setembro | António Carneiro | pintor, ilustrador, poeta e professor | Reino Unido de Portugal, Brasil e Algarves | m. 1930     |     |

## Mortes
| Data | Nome                  | Profissão                                    | Nacionalidade | Observações | Ref |
| ---- | --------------------- | -------------------------------------------- | ------------- | ----------- | --- |
| ??   | Jules Le Chevrel      | pintor e desenhista                          | França        | n. 1810     |     |
| ??   | Denis Désiré Riocreux | desenhista, pintor sobre porcelana e curador | França        | n. 1791     |     |